# (1184) Gaea
(1184) Gaea es el asteroide número 1184 situado en el cinturón principal. Fue descubierto por el astrónomo Karl Wilhelm Reinmuth  desde el observatorio de Heidelberg, el 5 de septiembre de 1926. Su designación alternativa es 1926 RE. Está nombrado por Gea, una diosa de la mitología griega.